# Rauvolfia letouzeyi
Rauvolfia letouzeyi là một loài thực vật có hoa trong họ La bố ma. Loài này được Leeuwenb. miêu tả khoa học đầu tiên năm 1989.